# Frank Daniel
František "Frank" Daniel (Kolín, 14 de abril de 1926 — 29 de março de 1996) foi um cineasta, produtor e roteirista tcheco. Ele se tornou conhecido por desenvolver o paradigma sequência e ser o decano da American Film Institute (AFI), título conquistado em 1969, ano em que imigrou para os Estados Unidos.
Membro da Academia de Artes e Ciências Cinematográficas e da Academia de Artes & Ciências Televisivas, foi assessor da Fundação Rockefeller. Além disso, ajudou e influenciou a carreira de diversos outros cineastas, como David Lynch, Vojtěch Jasný, Miloš Forman, Elmar Klos, Ladislav Grosman, David Howard e Ján Kadár.